# 小行星2751

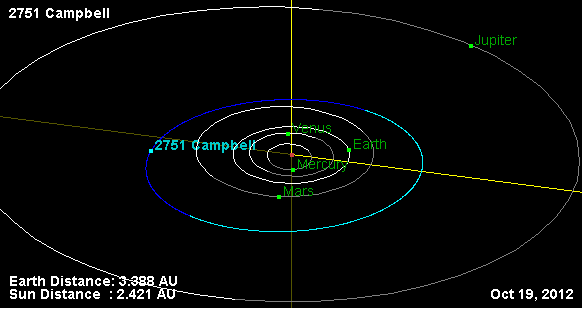
小行星2751轨道

小行星2751（2751 Campbell）是一颗绕太阳运转的小行星，为主小行星带小行星。该小行星于1962年9月7日发现。
該小行星以美國天文學家威廉·華萊士·坎貝爾命名。

## 轨道参数
小行星2751的轨道半长轴为2.4059688 UA，离心率为0.174。